# آدریان کارتن دی ویارت
آدریان کارتن دی ویارت  ۵ مه ۱۸۸۰ – ۵ ژوئن ۱۹۶۳  یک  فرد نظامی اهل بریتانیا بود. وی همچنین برندهٔ جوایزی همچون لژیون دونور (شوالیه)، صلیب نظامی ۱۹۱۴-۱۹۱۸ (فرانسه)، و صلیب ویکتوریا شده‌است. 
دی ویارت یکی از مشهورترین شخصیتهای نظامی در دوران جنگ‌های جهانی بود و در فرهنگ بریتانیا مظهر جان‌سختی است. او دو بار از سانحه هواپیمایی جان سالم به در برده، بارها مورد اصابت گلوله قرار گرفته و در ناحیه صورت، سر، شکم، مچ پا، ساق پا، لگن و گوش مجروح شده و یک چشم خود را از دست داده بود. در مورد او روایت است که پس از فرار از اردوگاه اسیران جنگی، زمانی که پزشک از قطع کردن انگشتان دی ویارت، خودداری کرده بود، او  خود انگشتانش  که به شدت آسیب دیده بود را قطع کرده است. در یادداشت معروفی آدریان کارتن دی ویارت، در مورد تجربیات خود در طول جنگ جهانی اول نوشته است: «رک و راست، من از جنگ لذت بردم.»